# ستيلا رويز وايت
ستيلا رويز وايت هي عارضة فلبينية، ولدت في 13 أغسطس 1980 في كيزون في الفلبين.

## وصلات خارجية
- ستيلا رويز وايت على موقع IMDb (الإنجليزية)
- ستيلا رويز وايت على موقع قاعدة بيانات الفيلم (الإنجليزية)